# The Duprees
The Duprees war eine US-amerikanische Doo-Wop-Gesangsgruppe der frühen 1960er-Jahre. 

## Geschichte
Das Quintett fand sich in Jersey City, New Jersey, zusammen und trat zunächst unter dem Namen The Parsians auf. Nach ersten Auftritten in kleineren Clubs gelangten sie 1962 nach New York. Sie nahmen an einem Talentwettbewerb teil und erhielten prompt einen Plattenvertrag.
Die Firma änderte den Bandnamen in The Duprees, da sie dies durch den französischen Einschlag für erfolgversprechender hielt. Als erstes nahmen sie den Song „You Belong To Me“ auf, der bereits Jahre zuvor ein großer Hit für die Sängerin Jo Stafford gewesen war. Und auch die neue Version wurde ein Erfolg und Millionenseller. Ihr zweiter Hit war „My Own True Love“ aus dem Spielfilmklassiker „Vom Winde verweht“.
Bis 1964 erschienen immer wieder Schallplatten, dann verließ der Leadsänger Joe Vann die Gruppe, und der Erfolg verblasste.

## Mitglieder
- Joe Vann Canzano, Leadgesang

ersetzt 1964 durch Mike Kelly
- Joe Santollo, erster Tenor
- John Salvato, zweiter Tenor
- Mike Arnone, Bariton
- Tom Bialaglow, Bass

## Diskografie

### Studioalben
| Jahr | Titel                                  | Höchstplatzierung, Gesamtwochen, AuszeichnungChartsChartplatzierungen (Jahr, Titel, Platzierungen, Wochen, Auszeichnungen, Anmerkungen) | Anmerkungen |
| Jahr | Titel                                  | US | Anmerkungen |
| ---- | -------------------------------------- | --- | ----------- |
| 1962 | You Belong to Me                       | US101 (5 Wo.)US |             |
| 1963 | Have You Heard                         | — |             |
| 1968 | Total Recall                           | — |             |
| 1970 | The Italian Asphalt & Pavement Company | — |             |
| 2003 | The Duprees Go To The Movies           | — |             |

### Singles
| Jahr | Titel Album                                    | Höchstplatzierung, Gesamtwochen, AuszeichnungChartsChartplatzierungen (Jahr, Titel, Album, Platzierungen, Wochen, Auszeichnungen, Anmerkungen) | Anmerkungen |
| Jahr | Titel Album                                    | US | Anmerkungen |
| ---- | ---------------------------------------------- | --- | ----------- |
| 1962 | You Belong to Me                               | US7 (13 Wo.)US |             |
| 1962 | My Own True Love You Belong to Me              | US13 (10 Wo.)US |             |
| 1963 | I’d Rather Be Here In Your Arms Have You Heard | US91 (4 Wo.)US |             |
| 1963 | Gone with the Wind Have You Heard              | US89 (2 Wo.)US |             |
| 1963 | Why Don’t You Believe Me –                     | US37 (7 Wo.)US |             |
| 1963 | Have You Heard? Have You Heard                 | US18 (10 Wo.)US |             |
| 1964 | (It’s No) Sin Have You Heard                   | US74 (5 Wo.)US |             |
| 1965 | Around The Corner –                            | US91 (2 Wo.)US |             |
| 1970 | Check Yourself –                               | US97 (2 Wo.)US |             |